# Lars Melin (militär)
Lars Melin, född 11 april 1729, död 2 mars 1789, var en svensk major vid livgardet och fortifikationen. Melin var professor i matematik, mekanik och fysik vid Fortifikationskontoret 1763. Han var medlem (cellist) av Utile Dulci och invaldes som ledamot nr 60 av Kungliga Musikaliska Akademien den 13 november 1773. Lars Melin är far till Ulrika Melin och Henrik Georg Melin.